# Leptogenys linearis
Leptogenys linearis es una especie de hormiga del género Leptogenys, subfamilia Ponerinae.

## Taxonomía
Esta especie fue descrita científicamente por Smith en 1858.